# Askersby, Örebro kommun
Askersby är en tätort, tillika kyrkby i Askers socken i sydöstra delen av Örebro kommun söder om Hjälmaren.
Orten ligger strax söder om Riksväg 52 cirka 3 km väster om Odensbacken och cirka 2 km söder om Kvismare kanal.

## Ortnamnet
År 1406 skrevs ii Askir. Detta består av ett ord, som bildats till växtnamnet ask.

## Befolkningsutveckling
| Befolkningsutvecklingen i Askersby 1960–2020                      | Befolkningsutvecklingen i Askersby 1960–2020 | Befolkningsutvecklingen i Askersby 1960–2020 | Befolkningsutvecklingen i Askersby 1960–2020 | Befolkningsutvecklingen i Askersby 1960–2020 |
| ----------------------------------------------------------------- | -------------------------------------------- | -------------------------------------------- | -------------------------------------------- | -------------------------------------------- |
|                                                                   |                                              |                                              |                                              |                                              |
| År                                                                |                                              |                                              | Folkmängd                                    | Areal (ha)                                   |
| 1960                                                              | 1960                                         |                                              | 183                                          | ¤                                            |
| 1975                                                              | 1975                                         |                                              | 200                                          |                                              |
| 1980                                                              | 1980                                         |                                              | 246                                          |                                              |
| 1990                                                              | 1990                                         |                                              | 261                                          | 53                                           |
| 1995                                                              | 1995                                         |                                              | 270                                          | 53                                           |
| 2000                                                              | 2000                                         |                                              | 260                                          | 53                                           |
| 2005                                                              | 2005                                         |                                              | 251                                          | 53                                           |
| 2010                                                              | 2010                                         |                                              | 243                                          | 53                                           |
| 2015                                                              | 2015                                         |                                              | 249                                          | 60                                           |
| 2020                                                              | 2020                                         |                                              | 250                                          | 60                                           |
| Anm.: Ny tätort 1975 ¤ Som tätortsbebyggelse med 150-199 invånare |                                              |                                              |                                              |                                              |